# Il piccolo diavolo
Il piccolo diavolo is een Italiaanse filmkomedie uit 1988 onder regie van Roberto Benigni.

## Verhaal
Een duivel wordt uitgedreven uit een vrouw. Hij heeft echter geen zin om terug te keren naar de hel. Hij besluit daarom een menselijke gedaante aan te nemen en op aarde te blijven. Hij sluit zelfs vriendschap met een priester.

## Rolverdeling
| Acteur             | Personage       |
| ------------------ | --------------- |
| Walter Matthau     | Pastoor Maurice |
| Roberto Benigni    | Giuditta        |
| Stefania Sandrelli | Patrizia        |
| Nicoletta Braschi  | Nina            |
| John Lurie         | Cusatelli       |
| Paolo Baroni       | Saverio         |